# Perstorps SK
Perstorps SK ist ein schwedischer Fußballverein aus dem südschwedischen Perstorp. Die Mannschaft spielte in den 1960er und 1970er Jahren insgesamt vier Spielzeiten in der zweithöchsten Spielklasse.

## Geschichte
Perstorps SK gründete sich 1925. Zunächst im unterklassigen Ligabereich aktiv, schaffte die Mannschaft Ende der 1950er Jahre den Durchmarsch aus der vierten Liga in die zweithöchste Spielklasse. In der Zweitliga-Spielzeit 1960 war sie jedoch chancenlos und stieg gemeinsam mit Höganäs BK und IK Sleipner als Tabellenletzter ihrer Zweitligastaffel wieder ab. In den folgenden Jahren platzierte sich der Verein im mittleren Tabellenbereich in der dritten Spielklasse, ehe er 1969 Högadals IS in der Division 3 Sydöstra Götaland auf den zweiten Platz verwies und in die Zweitklassigkeit zurückkehrte. Dieses Mal hielt sich die Mannschaft in der Liga und erreichte 1971 in ihrer Staffel die Vizemeisterschaft, wenngleich Halmstads BK zum Saisonende sechs Punkte Vorsprung aufwies. Der Erfolg ließ sich nicht bestätigen, mit lediglich vier Saisonsiegen stieg der Klub gemeinsam mit IFK Ystad, Skogens IF und Kungshamns IF aus der fortan von vier auf zwei Staffeln reduzierten zweithöchsten Liga ab.
In den ersten beiden Spielzeiten nach dem Zweitligaabstieg Ende 1972 spielte Perstorps SK um den Wiederaufstieg und belegte hinter Karlskrona AIF respektive IFK Hässleholm den zweiten Tabellenplatz. Anschließend rutschte der Klub innerhalb des Spielniveaus ab und belegte regelmäßig Plätze im mittleren Tabellenbereich, bis er 1981 in die Viertklassigkeit abstieg. Dort wurde er fünf Jahre später Opfer einer Ligareform, in deren Folge er in die sechste Liga zurückgestuft wurde. Damit verabschiedete sich die Mannschaft vom höherklassigen Fußball.